# Burzum (promo)
Burzum este cea de-a treia realizare discografică a proiectului lui Varg Vikernes, Burzum. A fost înregistrat în ianuarie 1992 și lansat în februarie 1992 ca material promoțional pentru albumul de debut Burzum care va fi lansat o lună mai târziu, în martie 1992.
Piesele de pe acest promo sunt identice cu cele de pe albumul de debut. Este un material foarte rar, doar câteva copii fiind realizate.

## Lista pieselor
1. "Feeble Screams From Forests Unknown" - 07:28
2. "Ea, Lord Of The Depths" - 04:53

## Personal
- Varg Vikernes - Vocal, toate instrumentele